# Côndilo occipital

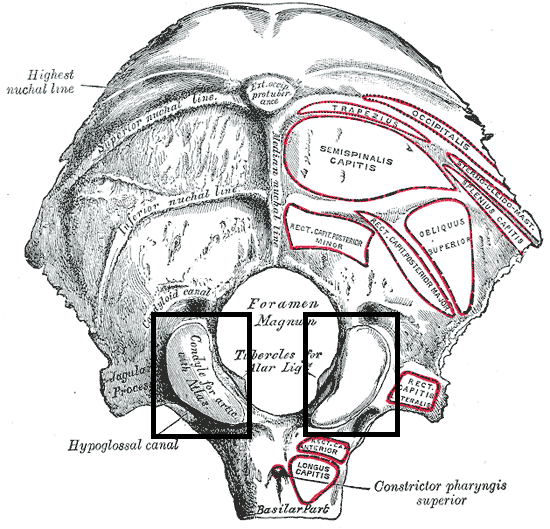
Côndilos occipitais destacados nos retângulos pretos.

O côndilo occipital é uma formação óssea da base do crânio que apresenta forma oval e se articula com a 1ª vértebra cervical.
Os côndilos têm formato oval ou reniforme (em forma de rim). Suas superfícies articulares são convexas de diante para trás e de lado a lado.
Os anfíbios e mamíferos apresentam 2 côndilos occipitais enquanto os répteis e aves apresentam apenas 1.